# مخايل الضاهر
مخايل أنطونيوس ضاهر (1928 - 14 فبراير 2023)، محام ووزير ونائب لبناني.

## حياته العلمية والعملية
- حاصل على إجازة في القانون ودراسات عليا في الحق الخاص. وعمل محاميًا في الاستئناف منذ عام 1954.
- بعام 1972 انتخب نائبًا عن المقعد الماروني في عكار في شمال لبنان. وظل عضوًا بهذا المجلس لغاية عام 1992 حيث لم تجر الانتخابات طوال هذه الفترة بسبب الحرب الأهلية.
- مع قرب نهاية ولاية الرئيس أمين الجميّل بعام 1988 ترشح للانتخابات الرئاسية وذلك بعد اتفاق بين مبعوث الولايات المتحدة «ريتشارد مورفي» والرئيس السوري حافظ الأسد على أن يكون هو المرشح الوحيد للرئاسة، لكن لم تجرى الانتخابات بسبب عدم اكتمال نصاب مجلس النواب بجلسة الانتخاب، وكان للقوات اللبنانية دور بتعطيل جلسة الانتخاب.
- بعام 1992 وبعد نهاية الحرب الأهلية وإجراء الانتخابات النيابية الجديدة انتخب عن نفس المقعد المخصص للموارنة في عكار، بينما خسر بانتخابات عام 1996، لكنه رجع وفاز بانتخابات عام 2000، وضل عضوًا في المجلس لغاية عام 2005 حيث لم ينجح بهذه الانتخابات، وترشح لانتخابات عام 2009 عن المقعد الماروني في عكار إلا إنه لم يحقق النجاح.
- شارك بالحكومة اللبنانية وزيرًا لمرة واحدة حيث عين وزيرًا للتربية الوطنية والفنون الجميلة بالفترة ما بين 31 أكتوبر 1992 حتى 25 مايو 1995 وذلك في حكومة الرئيس رفيق الحريري في عهد الرئيس إلياس الهراوي.

## حياته الأسرية
متزوج من كارين رزق الله وأنجبا ولدين.